# Pablo Martínez
Pablo Andrés Martínez (La Plata, 7 novembre 1987) è un attore e cantante argentino.

## Biografia
Il suo primo lavoro è stato in una libreria presso una facoltà di architettura e design. I suoi primi ruoli, nel mondo dello spettacolo, furono in teatro con Pileta Libre e Hagamos una Ópera nel 2007.
Nel 2008, ha partecipato al cortometraggio Las piedras no flotan. Sempre nel 2008 fa il suo debutto in televisione con la telenovela Teen Angels, dove interpreta Simon Arrechavaleta, dalla seconda stagione alla quarta, partecipando anche alle canzoni.
Nel 2011 recita nella serie televisiva Super T - Una schiappa alla riscossa nel ruolo di Félix Tarner. A novembre la telenovela ha debuttato al Teatro Ópera di Buenos Aires, con le canzoni della telenovela. Nel 2013 partecipa alla nuova serie di Cris Morena, Aliados. Nel 2014 fa parte del cast di Camino al amor.

### Vita privata
L'attore ha avuto una relazione con l'attrice Rocío Igarzábal che è durata dal 2008 al 2010

## Filmografia

### Televisione
- Teen Angels (Casi Ángeles) – serial TV (2008-2010)
- Super T - Una schiappa alla riscossa (SuperTorpe) – serie TV, 52 episodi (2011-2012)
- Aliados – serie TV, 40 episodi (2013-2014)
- Camino al amor – serial TV, 120 episodi (2014)
- Tu cara ne suena – programma TV (2015)
- El regreso de Lucas – serial TV, 60 episodi (2016-2017)

## Discografia

### Album in studio
- 2016 – El velo de Neptuno
- 2020 – A los magos

### Colonne sonore
- 2008 – TeenAngels 2
- 2009 – TeenAngels 3
- 2010 – TeenAngels 4
- 2011 –  La música de SuperTorpe

## Teatro
- Hagamos una Ópera (2007)
- Pileta Libre (2007)
- Casi Ángeles (2008-2010)
- SuperTorpe (2011)
- Chacafaz (2012)
- Borracho, un after musical (2013-2014)
- Una margarita llamada Mercedes (2013-2014)
- La Parka  (2014)
- Épica (2016)

## Doppiatori italiani
Nelle versioni in italiano delle opere in cui ha recitato, Pablo Martínez è stato doppiato da:
- Fabrizio De Flaviis in Teen Angels[7]
- Lorenzo De Angelis in Super T - Una schiappa alla riscossa[8]